# Ciento uno
El ciento uno (101) es el número natural que sigue al 100 y precede al 102.

## En matemáticas
- 26.o número primo y el primero de tres cifras en notación decimal.
- En notación hexadecimal (base 16) se escribe 65h
- Es un número primo de Chen puesto que el 103 también es primo, con el que forma un par de primos gemelos.
- Es capicúa. Igual se lee de izquierda a derecha y al revés.
- Es la suma de cinco primos consecutivos: 13 + 17 + 19 + 23 + 29.
- Es un número primo fuerte.
- No es gaussiano primo, pues admite la descomposición (10+i)(10-i), además de otra.[1]
- Un número con dos cifras que se repiten dos, cuatro... veces es divisible por 101. Ejemplo 4545, pues 4545÷101 = 45; 73737373÷101 = 730073.[2]
- Es un número primo de Eisenstein sin parte imaginaria y con parte real de la forma (3n-1).

## En ciencia
- En química, es el número atómico del mendelevio, un actínido.
- En mineralogía, un índice de Miller de 101 es una cara de un cristal que cruza el eje horizontal (a) y el vertical 3d (c), pero no el vertical 2d (b).
- En astronomía, es la designación Messier de la Galaxia espiral M101.

## En educación
En el sistema de codificación de cursos universitarios estadounidense, el número 101 se suele usar para el curso introductorio de nivel principiante en una asignatura. Este sistema se diseñó para hacer más fáciles los intercambios entre facultades. En teoría, cualquier curso con el mismo número en una institución debería tener los mismos estándares que un curso similar en otra institución.
Basado en este uso, el término «101» se ha extendido para hacer referencia al nivel introductorio de aprendizaje o a una colección de materiales básicos sobre algún tema.

## En otros campos
- Kilómetro 101, una ley que regulaba la liberación de un Gulag en la Unión Soviética.
- Es el número de teclas en el teclado de una computadora normal.
- Es el número de departamentos de Francia.
- La película de animación 101 dálmatas basada en la novela de mismo nombre.
- El álbum 101 del grupo inglés Depeche Mode
- Es el número de la habitación de Zoey Brooks en la serie de televisión Zoey 101.
- En la novela 1984 de George Orwell  es el numeral de la famosa habitación del terror, en la cual someten a diferentes torturas dependiendo del individuo. En la obra, el protagonista Winston Smith fue torturado con ratas.
- Es el nombre de un túnel de la ciudad de Tegucigalpa en el Boulevard Suyapa llamado también Juventud 101.